# Vicolo cieco (Emma Muscat)
Vicolo cieco è un singolo della cantautrice maltese Emma Muscat, pubblicato il 10 dicembre 2019.

## Descrizione
Il brano è scritto dalla stessa cantautrice con Daniele Autore, in arte Danusk, e Federico Sambugaro, in arte Federico Secondomè, i quali hanno anche curato la produzione.

## Video musicale
Il video musicale, diretto da Tia Silvestrini, è stato pubblicato il 17 dicembre 2019 attraverso il canale YouTube della Warner Music Italy.

## Tracce
Testi e musiche di Emma Louise Marie Muscat, Daniele Autore e Federico Sambugaro.
1. Vicolo cieco – 2:38

## Formazione
- Emma Muscat – voce
- Daniele "Danusk" Autore – sintetizzatore, tastiere, produzione
- Federico Baldini – pianoforte
- Federico Secondomè – pianoforte, produzione